# 我が闘争
『我が闘争』（わがとうそう、ドイツ語: Mein Kampf、マインカンプフ）は、ナチ党指導者のアドルフ・ヒトラーの著作。全2巻で、第1巻は1925年、第2巻は1926年に出版された。ヒトラーの自伝的要素と政治的世界観（ドイツ語: Weltanschauung）の表明などから構成されており、ナチズムのバイブルとなった。

## 経緯

### 執筆

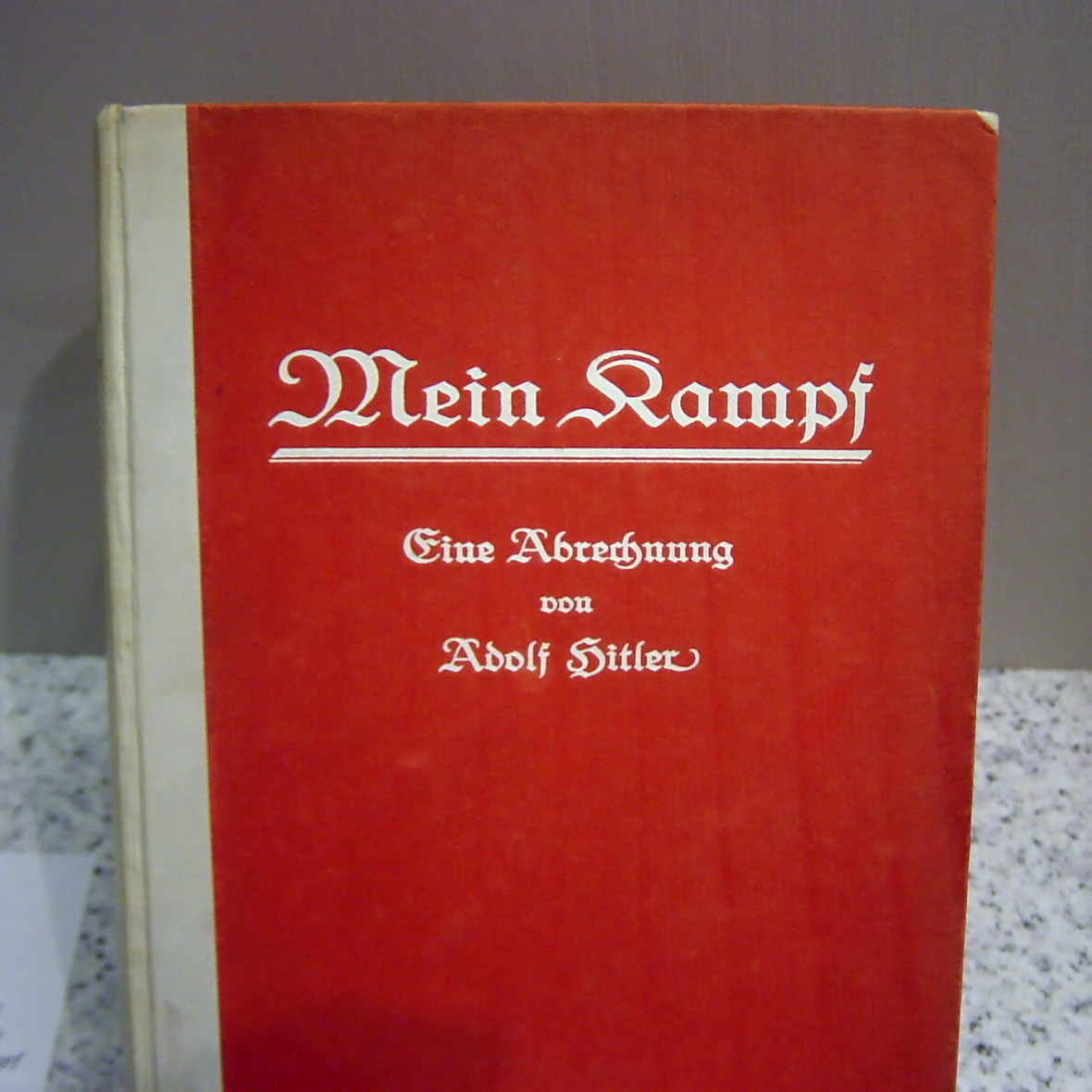
1925年発行の初版（ドイツ歴史博物館蔵）

ヒトラーは1923年11月のミュンヘン一揆の失敗後、獄中で当書の執筆を開始した。当初は多数の面会者と会っていたが、すぐに執筆に没頭した。執筆中に本を2巻にすることとし、1巻は1925年当初の発行を予定した。ランツベルク刑務所の管理者は「彼（ヒトラー）はこの本が多くの版を重ねて、彼の財政的債務や法廷費用支払の助けとなる事を望んだ」と記した。
ヒトラーは1924年、ランツベルク刑務所で収監されていたエミール・モーリスに、のちにルドルフ・ヘスに対し口述した。出獄後、ベルンハルト・シュテンプフレ、新聞記者のヨーゼフ・ツェルニー（Josef Czerny）らが手直ししているが、雑な著述と反復が多く、読解するのが困難であったとされる。

### 出版

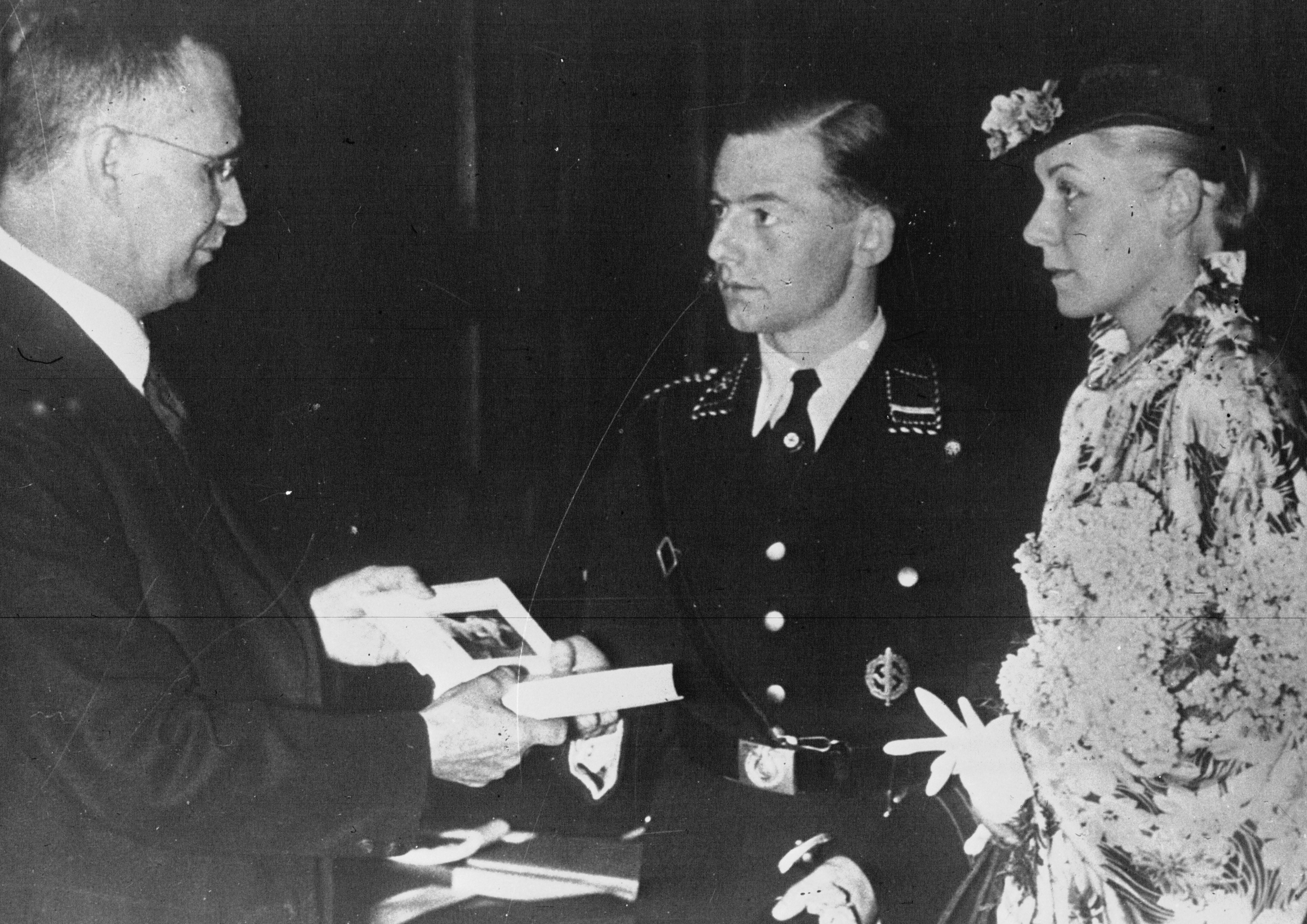
「我が闘争」を結婚記念品として贈呈されるSS隊員（1936年）

第1巻は、1925年7月18日にナチ党の出版局であるフランツ・エーア出版社から発売された。
ヒトラーが当初希望した書名は『Viereinhalb Jahre (des Kampfes) gegen Lüge, Dummheit und Feigheit』（虚偽、愚鈍、臆病に対する（闘争の）4年半）であったが、出版担当のマックス・アマンは、より短い『Mein Kampf』（我が闘争）を推奨した。
価格は12ライヒスマルクであり、当時の一般書の約2倍の値段になる。これは、あまり売れないと判断したアマンが、少部数でも元を取れるようにしたためという。1925年には9,473部、1926年には6,913部が売れた。1926年12月には第2巻が出版されたが、1927年の売り上げは全巻をあわせて5,607部にとどまった。しかしナチ党は、同書が大量に売れていると宣伝していた。
1928年の国会議員選挙でもナチ党の勢力は伸び悩んだ。ヒトラーは敗北の理由について、国民が自分の考えを誤解しているためと考え、外交政策に重点を置いた続編の執筆を開始した。200ページにわたる原稿は２部作成され、うち１部が公開されたもののナチス時代を通じて編集も出版もされず、この文書はヒトラーにより1935年に防空壕の金庫に保管するよう命令され秘匿されていた。この書は通称『ヒトラー第二の書』と呼ばれる。
しかし、その後のドイツ国内におけるナチ党の支持層拡大とともに、本の売り上げは増大し、1930年には54,080部が売れた。また、この年には1巻と2巻を合本した廉価版が8ライヒスマルクで売り出されている。1931年には50,808部が売れ、ヒトラーに多額の印税収入をもたらした。
ナチ党の権力掌握後、ヒトラー政権下で、『我が闘争』は事実上ドイツ国民のバイブル扱いを受けるようになった。結婚する全ての夫婦に同書を贈呈することが奨励され、各自治体がフランツ・エーア出版社に発注した婚礼用（市の紋章が表紙に箔押しされ、首長のメッセージが記されたページが挿入されている）の『我が闘争』が、婚姻届を提出した夫婦に贈られた。贈呈用として、本革や琥珀の板、銀細工などで装丁された様々な特装版も販売された。視覚障害者向けに、6巻組の点字版も製作された。
本書の販売は、ヒトラーに数百万ライヒスマルクの収入をもたらしたが、購入者の大半は内容をほとんど読んでおらず、ヒトラーに対する忠誠、ナチ党内での地位の維持、ゲシュタポの追及をかわすために仕方なく購入した者もいたと言われている。1939年には上下巻を合本し、特別な表装をほどこした「Jubiläumsausgabe」と呼ばれる版が出版された。第二次世界大戦敗戦によるナチ党政権崩壊までに、約1,000万部がドイツ国内で出版されたといわれる。
一方で、当然ながら国内外の批判者からは、『我が闘争』の内容を巡って批判も行われた。1936年2月21日、フランスへの友好姿勢をアピールするヒトラーに対し、フランスの記者ベルトラン・ド・ジューヴネルが『我が闘争』のフランス批判部分を修正するかと問いかけた。ヒトラーは次のように答えている。

### 戦前期における海外での出版
この本はドイツ国外でも出版された。最初に英語訳を試みたのはイギリス人のエドガー・ダグデールである。ホートン・ミフリン・ハーコート社がその原稿を買い取り、アメリカ合衆国でも出版された。しかしこれらは著作権者であるヒトラーの許諾を得ていなかった。ホートン・ミフリン版からは、反ユダヤ主義的な部分や軍国主義的な部分が一部削除されている。
英訳の唯一のライセンス出版は、ジェームズ・ヴィンセント・マーフィーによるもので、1939年に出版された。通信社に勤務していたアラン・クランストンはヒトラーとナチズムに対する批判者であり、批判のために反ユダヤ主義や軍国主義的な部分を残した『我が闘争』を英訳して出版した。ナチスの代理人らは出版差し止めの訴訟を行い、コネチカット州の裁判所はこれを認め、出版は差し止められた。
ソ連では1933年にグリゴリー・ジノヴィエフの翻訳で『我が闘争』が出版されたがこれは主に共産党幹部向けに配布されたものであった。1990年代にスターリンの蔵書が調べられた際『我が闘争』が含まれており、ソ連に関する箇所に下線が引かれていた。
フランスでは1934年に無許可出版の形でフェルナン・ソルローにより翻訳出版され、これはヒトラー及び出版社であるエーヘル・フォルラークとの訴訟問題となった。1938年にフランソワ・ドーチュール及びジョルジュ・ブロンドが翻訳したライセンス版が出版されたが、原著のフランスに関する脅迫的な主張については修正されていた。
イタリアでは1934年にボンピアニ出版により翻訳された。これはムッソリーニの指示の下、外務省から極秘裏に資金が出されたものであり、ヒトラーはイタリア語版の序文に寄稿している。1938年にはブルーノ・レバルによる翻訳版も出版されているが、いずれの翻訳も忠実ではないと考えられており、デリオ・カンティモリは「言語的な準備が不十分で、文化的、政治的懸念がまったく欠如しており、翻訳作成者は翻訳と記述の一部除去により、本の著者（ヒトラー）及びイタリア国民全体に不十分なサービスを提供することになった」と批評している。

#### 日本
最初の日本語版は、1932年に内外社から刊行された『余の闘争』（坂井隆治訳）である。以後、終戦までに、大久保康雄、室伏高信、真鍋良一、東亜研究所特別第一調査委員会が訳を手がけ、別々の会社から刊行されている。石川準十郎も国際日本協会から『マイン・カンプ研究』を発行する予定であったが、販売されなかった。なお大久保康雄訳と室伏高信訳のドイツ語版の原書ではなく英語版から邦訳である。
ヒトラーはこの書において、アーリア人種を文化創造者、日本民族などを文化伝達者 (Kulturträger)、ユダヤ人を文化破壊者としている。日本の文化というものは表面的なものであって、文化的な基礎はアーリア人種によって創造されたものにすぎないとしており、強国としての日本の地位もアーリア人種あってのこととしている。もしヨーロッパやアメリカが衰亡すれば、いずれ日本は衰退して行くであろうとしている。他にも日本人侮蔑と受け取れる場所が複数あり、鈴木東民や勝本清一郎等が告発する文章を発表している。
戦前の日本語版(坂井隆治訳・室伏高信訳とその改訂版の大久保康雄訳、ドイツ語版から翻訳した真鍋良一訳)においては、こういった日本人をおとしめた箇所が削除されているという指摘が行われているが、篠原正瑛は戦前戦中にあった幾種類の日本語訳版のうち二冊(東亜研究所訳とあと一冊は不明)には、削除されたという事実はなかったとしている。外務省は独自に訳出に当たっているが、「時局柄世人の眼に触れさせぬ方がよい」部分を訳出せず、修正している。
また、『我が闘争』のドイツ語原典は、旧制高等学校のドイツ語の授業などにおいて、教科書としても用いられた。

### 第二次世界大戦終結後
大戦後、連合国の解放令は、ナチ党幹部たちの財産全てを没収すると規定していた。ヒトラーの住所はその死までバイエルン州ミュンヘンのプリンツレゲンテン広場16番地であったため、遺産管理人は州政府であり、これには『我が闘争』の著作権も含まれていた。ヒトラーの親族が同書の著作権の所有を主張し、裁判所に訴えたこともあったが、認められなかった。
ドイツ国内では民衆扇動罪の制定により、ナチ党およびヒトラーの賛美につながる出版物の刊行が規制・処罰の対象となっているため、『我が闘争』の著作権を保有するバイエルン州政府は逆にこれを盾に、ドイツ国内における本書の一切の複写、および印刷を認めないことで、ドイツ連邦政府と合意していた。
ドイツ以外では翻訳本が入手可能であった。1999年にサイモン・ウィーゼンタール・センターが、Amazon.comやバーンズ・アンド・ノーブルのようなECサイト書店が『我が闘争』を販売していることを糾弾した際、世間からの抗議を受けた両社は、同書の販売を一時見合わせたが、その後は両サイトとも英訳版『我が闘争』を購入できるようになっている。
収集家間においては、戦前の特装本やナチ党政権要人の直筆署名入りのものが高値で取引されており、2005年には、ロンドンの古書類競売業者のオークションで、ヒトラーの署名入り初版本が、23,800ポンドで落札されている。
1945年には『第二の書』がアメリカ軍によって発見された。この文書の信頼性は、エーア出版の元代表であるヨーゼフ・ベルクと、元アメリカ陸軍予備役准将でニュルンベルク裁判の主席検事を務めたテルフォード・テイラーにより検証された。1958年にこの文書はアメリカの歴史家ガーハード・ワインバーグによってアメリカの公文書館で発掘され、ミュンヘンの現代史研究所 (IfZ) のハンス・ロスフェルス、マルティン・ブロザットの協力の下、1962年に海賊版としてニューヨークで英語で出版された（正式な英語版は2003年）。
日本では、戦前の日本語抄訳版に代わり、1973年（昭和48年）から、角川書店が文庫版で翻訳本を刊行。1997年に発生した神戸連続児童殺傷事件の犯人の少年が愛読していたことも話題となった。2008年（平成20年）には、イースト・プレスから漫画版も出版された。また『第二の書』も『続・わが闘争』という書名で角川書店から発売されている。
ユダヤ人やイスラエルに反感を持つ人々が多い中東地域では、2005年にトルコの若者の間でベストセラーになるなど一定の人気を保っている。
北朝鮮では、最高指導者である金正恩が、幹部にお礼として『我が闘争』を1冊ずつ配布したことがあるとされており、同国内で朝鮮語に翻訳された版が存在する可能性もある。
インドにおいては、2002年ごろからベストセラーとなっている。

### パブリックドメイン化、再出版へ
2015年12月31日までドイツ国内で流通していた『我が闘争』は、ドイツ語の古書と他言語版のみであったが、ヒトラーの没後70年に当たり、著作権の保護期間が終了する2016年1月1日以降はパブリックドメインとなることから、ネオナチズム主義者やホロコースト否認論者に喧伝されない様に、歴史学者による学術的な注釈を付けた書籍としての復刊が、2012年からミュンヘンの現代史研究所によって計画されていた。
しかし、ホロコースト生存者からの反対を受け、2013年にバイエルン州政府は出版を取りやめ、現代史研究所への資金提供を停止し、注釈付きでも出版した者は民衆扇動罪で取り締ることを発表したが、2014年1月24日に至り、州政府は学術的な注釈を付けた『我が闘争』の発行を認める方針に転換した。
ヒトラー没後70年が経過した2016年1月8日、注釈付きの『我が闘争』が現代史研究所より上下巻に分けて出版され、ドイツで戦後初めてドイツ語で書かれた『我が闘争』が公式に出版され、誰もが読めるようになった。解禁後の同書はドイツのAmazon.co.deで初刷4,000部が数時間の内に完売し、1年間で約85,000部という予想外のベストセラーとなった。ドイツにいるユダヤ人の一部は、『我が闘争』の販売が「ネオナチズムの新たな波を生み出す」とし、不快感を示した。中立の歴史家は、この再発行を支持している。
フランスでは、2021年6月2日にパリの社会科学高等研究院とミュンヘンの現代史研究所の研究者の協力の下、『我が闘争』の新しい注釈付きで出版された。この新版は、1934年に翻訳されたフランスの初版とは異なり、1925年と1926年のドイツ版をベースに、ヒトラーの文法的な誤りや曖昧な文章を出来るだけフランスの読者が感じられるように、ドイツ語の原文に沿って書かれている。この新しいフランス語版のタイトルは『我が闘争』ではなく、『悪を歴史化する—マイン・カンプの注釈版』であり、表紙にもヒトラーの名前はなく、二人の研究者の名が記されている。ナチズムやホロコーストを専門とする11人の歴史学者が書いた注釈は、訳文と同じぐらいの長さで、序文のほか、各章の冒頭にも序説がつけられているため、全体でおよそ1,000ページにもなっている。注釈版の目的は『我が闘争』を細かく分析することによって、ナチズムの根本に遡ることだと出版者は述べている。

## 内容
第1巻となる前半部分は自分の生い立ちを振り返りつつ、ナチ党の結成に至るまでの経緯が記述されている。自叙伝は他の自叙伝同様に誇張と歪曲がなされたものであるが、全体としてヒトラー自身の幼年期と反ユダヤ主義および軍国主義的となったウィーン時代が詳細に記述されている。
第2巻となる後半部分では、自らの政治手法、群集心理についての考察とプロパガンダのノウハウも記されている。戦争や教育などさまざまな分野を論じ自らの政策を提言している。特に顕著なのは人種主義の観点であり、世界は人種同士が覇権を競っているというナチズム的世界観である。
さらに、あらゆる反ドイツ的なものの創造者であると定義されたユダヤ人に対する反ユダヤ主義も重要な位置を占めている。執筆時、ヒトラーは「ユダヤ人は世界のペスト」であり「最も激しい闘争手段」が使われねばならないと述べており、本書中にも「これらの一万三千か一万五千のヘブライ人の民族破壊者連中を、一度毒ガスの中に放り込んでやったらとしたら、前線での数百万の犠牲も決して無駄ではなかったであろう」という記述が存在する。また「経済の理のみねらうは民族の堕落」「凡そ世の中に武力によらず、経済によって建設された国家なるものはない」と、経済偏重がドイツ帝国の敗北を招いたとしている。
外交政策では、フランス共和国に対して敵対心を持ち、ソビエト社会主義共和国連邦との同盟を「亡滅に陥る」と批判し、「モスコー政権〔モスクワ政権〕は当にそのユダヤ人」であるとしている。現時点で同盟を組べき相手は、イギリスとイタリアであるとしている。
また、ドイツが国益を伸張するためには、貿易を拡大するか、植民地を得るか、ソビエト社会主義共和国連邦を征服して、東方で領土拡張するかの3つしかないとし、前者二つは必然的にイギリスとの対決を呼び起こすため不可能であるとした。これは東方における生存圏 (Lebensraum) 獲得のため、ヨーロッパにおける東方進出（東方生存圏）を表明したものであり、後の独ソ戦の要因の一つとなった。

### 人物評
ヴィルヘルム・クーノなどのドイツの政治家を酷評する一方で、ベニート・ムッソリーニを「彼の仕事を見る度に感嘆の声を発せざるを得なかった」「巨人」と高く評価している。

### 序言
序言ではミュンヘン一揆の際に命を落とした人々の名前を列記し、これらの人々に捧げるとしている。
- ヴィルヘルム・ヴォルフ（Wilhelm Wolf） 商人
- ローレンツ・フォン・シュトランスキー＝グリッフェンフィルド（Lorenz von Stransky-Griffenfeld）  技師
- マックス・エルヴィン・フォン・ショイブナー＝リヒター    工學博士
- ヨハン・リックメルス（ドイツ語版）     退役騎兵大尉
- テオドール・フォン・デル・ブフォルテン（ドイツ語版）   控訴院判事
- クラウス・フォン・パーペ（ドイツ語版）     商人
- クルト・ノイバウアー（ドイツ語版）     小使
- カール・ラフォルツ（ドイツ語版）   工科學生
- カール・クーン（ドイツ語版）  給仕長
- オスカル・ケルナー（ドイツ語版）   商人
- アントン・フェッヘンベルガー（ドイツ語版）   錠前師
- マルティン・ファウスト（ドイツ語版）   銀行員
- ヴィルヘルム・エーリッヒ（ドイツ語版）    銀行員
- テオドール・カゼラ（ドイツ語版）  銀行員
- アンドレアス・バウリードル（ドイツ語版）  帽子職人
- フェリックス・アルファルト（ドイツ語版）  商人

## 評価
『我が闘争』が人種差別主義的な内容で第二次世界大戦中のナチズムやホロコーストにいかに影響を与えたかについては、多数の議論がある。
ヒトラー政権下で軍需大臣を務めたアルベルト・シュペーアは回顧録で、ヒトラー自身が以下のように語っていたと記した。「我が闘争は古い本だ。私はあんな昔から多くのことを決め付けすぎていた」。また、ヘルマン・ゲーリングは次のように述べた。「総統は彼の理論、戦術等において変幻自在だった。その為、あの本から総統の目的を推測する事は不可能だ。総統は臨機応変に己の意見や見解を変えていた。あの本は総統の哲学思想の基本的な骨組みが著されているのだろう」。なお、『我が闘争』では大衆を蔑視する記述が多いのに対して、政権掌握後のヒトラーは大衆宣伝に心を砕くなど両者には相反する点が多いことから、『我が闘争』はあくまで1920年代初頭当時のヒトラーの知見を述べたものにすぎない、という指摘もある。
ベニート・ムッソリーニは『我が闘争』について、「退屈な研究書で私は決して読めない」、「当書で表明されたヒトラーの信念は陳腐にすぎない」と述べ、ヒトラーが同書で彼を賞賛したのとは裏腹に酷評した。また、ナチ党員であったコンラート・ハイデンは、ヒトラーの友人と思われる他の党員には『我が闘争』の内容は重要な政治的議論だと見せたが、しばしば実際に当書の内容を非難した。日本海軍軍人の井上成美は、ベルリン駐在中にドイツ語の原典を読み、有色人種蔑視などの人種差別主義を嫌悪し、米内光政や山本五十六らとともに日独伊三国軍事同盟に反対した。石原莞爾も1945年に『マイン・カンプ批判』を出版している。
第二次世界大戦中にイギリス首相のウィンストン・チャーチルは、『我が闘争』は「他のいかなる本よりも集中的な調査が必要な本」と記した。アメリカ合衆国のケネス・バークは著書『ヒトラーの「闘い」のレトリック』で、『我が闘争』には、攻撃的な意図を持つ隠されたメッセージがあると記した。ヘンリー・キッシンジャーは、「『我が闘争』に記載されたヒトラーの哲学は、陳腐で空想的で、従来からの右翼過激思想を通俗的にまとめ上げただけで、知的潮流を引き起こすものではなく、この点でマルクスの『資本論』などとは異なっていた」と述べた。
創価学会は1941年10月の機関紙「価値創造」第3号において、『我が闘争』について大きく紙面を割いて紹介し、ヒトラーを「現代の転輪聖王」と持ち上げ、理想的な君主とみなしていた。

## 教材使用・教材利用
ドイツ教員組合は、2016年にドイツ連邦で註釈をつけて再出版された『我が闘争』を授業で教材利用した方が、政治的排外主義に対する免疫になると発表した。しかし、ドイツのユダヤ人団体は反対しており『ハンデルスブラット紙』にて、教材使用の反対の理由として「無謀だから」としている。だが、中道左派の第一野党・ドイツ社会民主党（SPD）の教育政策広報を担当する、エルンスト・ディーター・ロスマン（de:Ernst Dieter Rossmann）議員も同紙上で「適格な教師を通じてプロパガンダの仕組みを説明するのは、現代の教育の使命だ」と述べ、大衆迎合主義が台頭する今こそ、教材使用して免疫をつけるために『我が闘争』を利用することは必須だとして、ドイツ教職員組合を支持している。

## 書籍情報

### 日本語版
- 平野一郎、高柳茂（訳） 『完訳 わが闘争』1・2・3、黎明書房、1961年。
  - 平野一郎、将積茂（訳） 『わが闘争』上・下、角川書店〈角川文庫〉、1973年、2001年改版。上 ISBN 4-04-322401-X、下 ISBN 4-04-322402-8。
  - 秋永芳郎（訳）『マイン・カンプ : わが闘争』、秋田書店、1967年。
- アドルフ・ヒトラー、東亜研究所訳「アドルフ・ヒトラー自伝（原題:我が闘争）」上下巻 呉PASS出版、2018年復刻。上 ISBN 978-4908182792、下  ISBN 978-4908182808
- アドルフ・ヒトラー 著、東亜研究所 編『国立国会図書館デジタルコレクション 我が闘争. 第1巻　上』東亜研究所、1942年。
- アドルフ・ヒトラー 著、東亜研究所 編『国立国会図書館デジタルコレクション 我が闘争. 第2巻　上』東亜研究所、1942年。
- アドルフ・ヒトラー『わが闘争』イースト・プレス〈まんがで読破〉、2008年。ISBN 9784781600116。

### ドイツ語版
- magister.msk.ru 1巻
- magister.msk.ru 2巻

### 英語版
- hitler.org
- Murphy translation at archive.org (pdf)
- Murphy translation at Gutenberg
- Murphy translation at greatwar.nl (pdf, txt)
- Complete Dugdale abridgment at archive.org
- 1939 Reynal and Hitchcock translation at archive.org.
- Mein Kampf ebook in your Pocket PC, Palm and Windows in Tomeraider Format.

## 関連書籍
- 平野一郎 訳 『続・わが闘争 生存圏と領土問題』 角川書店〈角川文庫〉、2004年、ISBN 4-04-322403-6。
- 立木勝 訳 『ヒトラー第二の書 自身が刊行を禁じた「続・わが闘争」』 成甲書房、2004年、ISBN 4-88086-165-0。
- ヒトラー[著] ; 外務省情報部[訳]『マイン・カムプ : 全譯』外務省情報部、[1939-1940] エラー: 日付が正しく記入されていません。（説明）。 NCID BN09478951。